# Мак армянский
Мак армянский (лат. Papaver armeniacum) — вид травянистых растений рода Мак (Papaver) семейства Маковые (Papaveraceae), распространённый на Кавказе и в Западной Азии (восточная Турция, Ирак, северо-западный Иран).

## Ботаническое описание
Двулетние травянистые растения, 15—40 см высотой. Листья однажды или дважды перисто-рассечённые, прикорневые собраны в розетку.
Лепестки розовые, без чёрного пятна, очень легко опадающие. Тычинки жёлтые. Коробочка голая, кверху и внизу суженная, открывается кнаружи большими клапанами.
Отличается от Papaver persicum только опушенностью коробочки.

## Синонимы
- Argemone armeniaca L. (1753)basionym
- Papaver armeniacum (L.) DC. (1821)
- Papaver caucasicum M.Bieb. (1808) — Мак кавказский
- Papaver cylindricum Cullen (1963)
- Papaver floribundum Desf. (1805)
- Papaver fugax Poir. (1804) — Мак летучий
- Papaver hyoscyamifolium Boiss. & Hausskn. ex Boiss. (1867)
- Papaver ramosissimum Elkan (1839)
- Papaver ramosissimum Fedde (1909)
- Papaver roopianum Bordz. ex Sosn. (1913) — Мак Роопа
- Papaver sjunicicum M.V.Agab (2007)
- Papaver tauricum Elkan (1839)
- Papaver triniifolium Boiss. (1867)
- Papaver urbanianum Fedde (1909) — Мак Урбана
- Papaver virgatum Sm. (1813)